# Ernst Joest

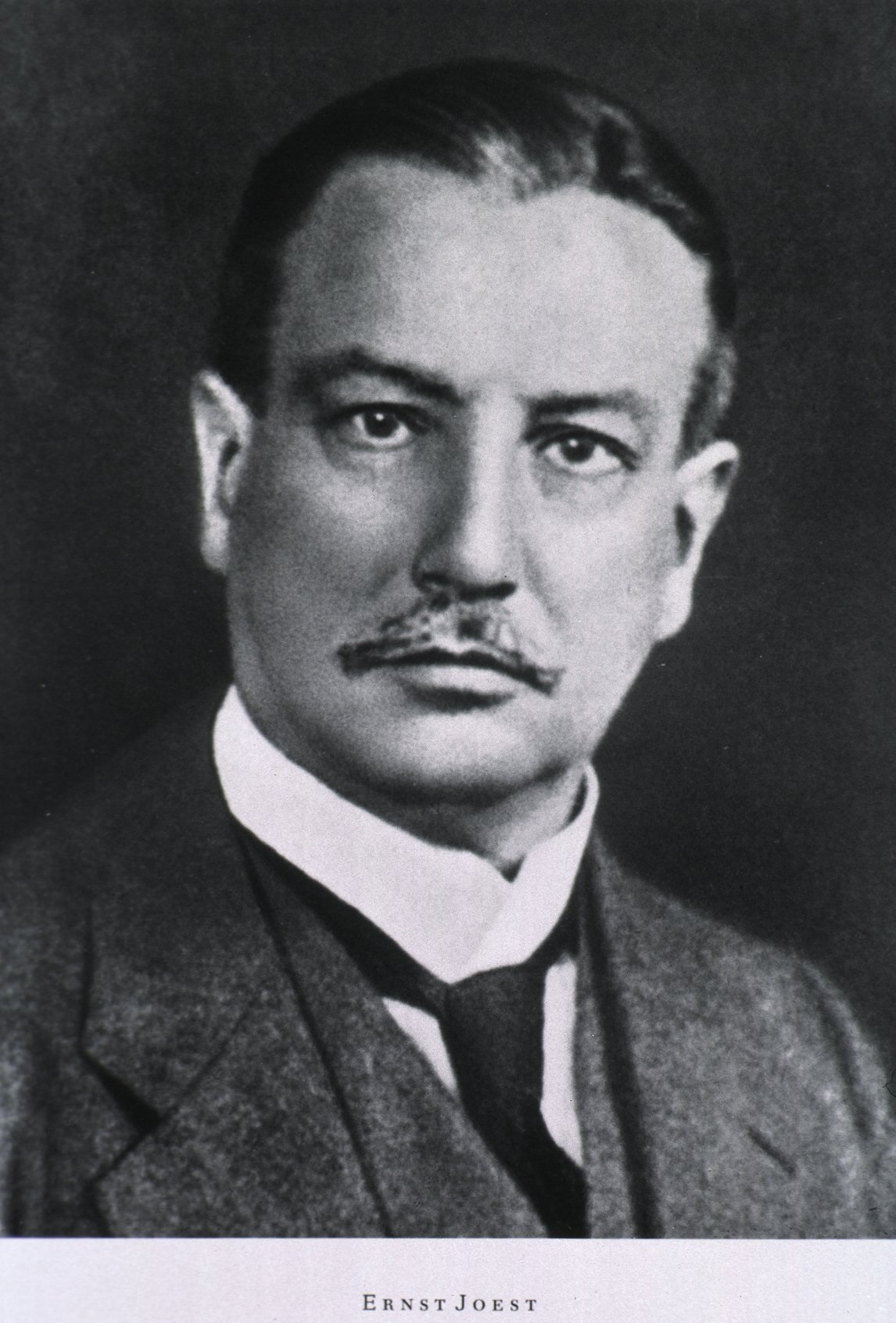
Ernst Joest

Ernst Joest (* 14. Februar 1873 in Wallefeld; † 7. Juli 1926 in Leipzig) war ein deutscher Veterinärmediziner.

## Leben
Ernst Joest studierte Veterinärmedizin an der Ludoviciana Gießen sowie an den Tierärztlichen Hochschulen Dresden und Berlin. Mit der Arbeit Die Transplantation bei Lumbriciden promovierte er 1897 an der Universität Marburg zum Doktor der Philosophie.
Ab 1904 war er ordentlicher Professor für Pathologie an der  königlich sächsischen Tierärztlichen Hochschule Dresden. Dies blieb er auch nach 1923, als diese als Veterinärmedizinische Fakultät in die Universität Leipzig eingegliedert wurde, bis zu seinem Tod im Juli 1926.
Joest war seit 1923 Mitglied der Leopoldina und seit 1925 der Sächsischen Akademie der Wissenschaften.
Von der Medizinischen Fakultät der Universität Leipzig erhielt er im Jahre 1923 den Ehrendoktortitel Dr. med. h. c.
Joest führte die histologische Erforschung der pathologischen Veränderungen in die Veterinärmedizin ein. Gemeinsam mit Kurt Degen entdeckte Joest 1909 die Joest-Degenschen-Kerneinschlusskörperchen, welche bei Vorhandensein auch heute noch zum Nachweis der Borna-Krankheit dienen.
Joest war Begründer der später von Johannes Dobberstein herausgegebenen Standardlehrbücher der Veterinärmedizin, des ursprünglich vierbändigen und später siebenbändigen „Handbuchs der speziellen pathologischen Anatomie der Haustiere“.